# Kappa Canis Majoris
Désignations
Kappa Canis Majoris (κ CMa / κ Canis Majoris) est une étoile variable de quatrième magnitude de la constellation du Grand Chien.
κ Canis Majoris est une étoile bleu-blanc de la séquence principale de type spectral B1,5Ve. D'après la mesure de sa parallaxe annuelle par le satellite Hipparcos, elle est située à environ 660 années-lumière de la Terre. Elle est classée comme une variable de type Gamma Cassiopeiae et sa luminosité varie entre les magnitudes +3,42 et +3,97.